# Andreas Dimitrakis
Andreas Dimitrakis (* 8. September 1990) ist ein griechischer Leichtathlet, der im Mittel- und Langstreckenlauf an den Start geht.

## Sportliche Laufbahn
Erste internationale Erfahrungen sammelte Andreas Dimitrakis im Jahr 2011, als er bei den Balkan-Meisterschaften in Sliwen im 1500-Meter-Lauf in 3:54,33 min auf Anhieb die Goldmedaille gewann. Im Jahr darauf siegte er dann auch bei den Balkan-Hallenmeisterschaften in Istanbul in 3:47,74 min und im Juni startete er bei den Europameisterschaften in Helsinki im 800-Meter-Lauf und schied dort mit 1:49,88 min in der ersten Runde aus. Anschließend verteidigte er bei den Balkan-Meisterschaften in Eskişehir in 4:03,89 min seinen Titel über 1500 Meter. 2013 schied er bei den Halleneuropameisterschaften in Göteborg mit 3:44,83 min in der Vorrunde über 1500 Meter aus und Ende Juni klassierte er sich bei den Mittelmeerspielen in Mersin mit 3:40,15 min auf dem siebten Platz. Im Jahr darauf belegte er bei den Balkan-Hallenmeisterschaften in Istanbul in 3:46,77 min den vierten Platz über 1500 Meter und bei den Freiluftmeisterschaften in Pitești siegte er in 1:49,74 min über 800 Meter und gewann im 1500-Meter-Lauf in 3:46,74 min die Bronzemedaille, während er mit der griechischen 4-mal-400-Meter-Staffel in 3:15,27 min auf dem vierten Platz landete. 2015 wurde er bei den Balkan-Hallenmeisterschaften in Istanbul in 3:50,20 min Sechster über 1500 Meter und im Jahr darauf konnte er sein Rennen dort nicht beenden. Im Juni gewann er dann bei den Freiluftmeisterschaften in Pitești in 3:44,25 min die Silbermedaille über 1500 Meter und wurde über 800 Meter in 1:50,55 min Vierter.
2017 siegte er dann in 3:45,75 min bei den Balkan-Hallenmeisterschaften in Belgrad und im Jahr darauf wurde er bei den Balkan-Hallenmeisterschaften in Istanbul in 1:51,31 min Fünfter über 800 Meter. Anschließend erreichte er bei den Mittelmeerspielen in Tarragona in 3:51,12 min Rang zwölf über 1500 Meter und gewann dann bei den Balkan-Meisterschaften in Stara Sagora in 3:44,95 min die Bronzemedaille. 2019 wurde er bei den Balkan-Hallenmeisterschaften in 3:44,92 min Vierter und schied anschließend bei den Halleneuropameisterschaften in Glasgow mit 3:50,94 min in der Vorrunde aus und auch zwei Jahre später reichten 3:44,06 min bei den Halleneuropameisterschaften in Toruń nicht für einen Finaleinzug.
In den Jahren von 2010 bis 2014 sowie von 2016 bis 2020 wurde Dimitrakis griechischer Meister im 1500-Meter-Lauf im Freien sowie von 2010 bis 2021 auch in der Halle. Über 800 Meter siegte er 2011 und 2012 und von 2014 bis 2016 im Freien sowie 2015 und 2018 in der Halle. 2020 wurde er zudem griechischer Meister im 5000-Meter-Lauf und 2016, 2020 und 2021 siegte er über 3000 Meter in der Halle.

## Persönliche Bestleistungen
- 800 Meter: 1:47,35 min, 25. Juli 2012 in Thiva
  - 800 Meter (Halle): 1:50,27 min, 26. Januar 2018 in Piräus
- 1500 Meter: 3:39,32 min, 20. Juli 2013 in Athen
  - 1500 Meter (Halle): 3:42,43 min, 30. Januar 2016 in Wien
  - Meile (Halle): 3:59,22 min, 17. Januar 2020 in New York City (griechischer Rekord)
- 3000 Meter: 7:57,13 min, 9. Juni 2019 in Rehlingen
  - 3000 Meter (Halle): 8:03,99 min, 13. Februar 2021 in Piräus
- 5000 Meter: 14:13,99 min, 9. August 2020 in Patras